# Христофор II (патриарх Александрийский)
Патриа́рх Христофо́р II (греч. Πατριάρχης Χριστοφόρος Β΄; в миру Хара́ламбос Даниили́дис, греч. Χαράλαμπος Δανιηλίδης; 17 января 1876, Мадитос, Османская империя — 23 июля 1967) — епископ Александрийской православной церкви, Папа и Патриарх Александрийский и всей Африки.

## Биография
Родился 17 января 1876 года на Галлиполийском полуострове. В 1900 году окончил Богословскую школу святого Креста в Иерусалиме. С семинарских лет выделялся ораторским искусством и интересом к православной богословской науке.
В 1899 году принял монашество и назначен Патриархом Дамианом секретарём Патриархии. Вскоре иеродиакон Xристофор был назначен членом финансовой комиссии Иерусалимской Патриархии, в каковой должности он выделился, составив бюджет и улучшив отчётность.
В 1904 году Александрийский Патриарх Фотий приблизил его к себе и возвёл в сан иеромонаха. В 1906 году становится протосинкеллом.
3 августа 1908 года в церкви Благовещения в Александрии хиротонисан во епископа Аксумского (Эфиопия) с возведением в сан митрополита, став первым епископом Аксумским после того, как Эфиопская Церковь ушла в монофизитство. Однако поскольку этот акт не получил признания со стороны эфиопских властей, и митрополит Христофор не смог жить в Эфиопии.
30 декабря 1914 года избран митрополитом Леонтопольским (Египет).
21 июня 1939 года он был избран 111-м Патриархом Александрийским и всей Африки.
Перед избранием он давал обещание заполнить все вдовствующие кафедры Александрийской Церкви, улучшить материальное положение священников и многое другое, однако перемены, произошедшие в Египте во время и после второй мировой войны повергли страну в хаос и привели к угнетенному положению греческой диаспоры и Александрийского Патриархата. Значительно возрос отток греческих эмигрантов в другие страны, особенно в Австралию, что привело к сильному сокращению православной паствы в Египте. Некогда процветавшая греческая община Египта, представлявшая собой опору Патриархата на африканском континенте, к концу 1960-х годов двадцатого века насчитывала лишь несколько тысяч человек.
Ответом Патриарха на это стало начало активной миссионерской деятельности среди коренных народов Африки. Ещё в год своего избрания на кафедру он пригласил нескольких уроженцев Уганды в Каир для получения среднего образования, а затем послал их для получения богословского образования.
В 1946 году в юрисдикцию Константинопольского Патриархата были принята «Греческая Африканская Православная Церковь», созданная африканским проповедником Рувимом Спартасом, которая на тот момент насчитывала 10291 верующих и 56 центров.
28 ноября 1958 года были образованы три новые митрополии: Западноафриканские, Центральноафриканская Восточноафриканская. Ядром нового миссионерского движения стала Уганда, где был создан постоянно действующий миссионерский центр. Были рукоположены иереи из представителей коренных народов, было построено и освящено много храмов.
В последние пятнадцать лет Патриаршества Христофор II из за конфликта с епархиальными архиереями не созывал Синод, что ещё сильнее обострило отношения.
16 ноября 1966 ушёл на покой по состоянию здоровья.
Скончался 23 июля 1967 года.

## Межправославные и межцерковные отношения
При Патриархе Христофоре II были восстановлены отношения между Московскими и Александрийскими Патриархатами. 13 января 1942 года Патриарх Христофор II направил Патриаршему Местоблюстителю митрополиту Сергию (Страгородскому) телеграмму с выражением молитвенной поддержки русскому народу, на долю которого выпали тягчайшие испытания Великой Отечественной войны. После избрания митрополита Сергия Патриархом Московского и всея Руси Патриарх Христофор II братским посланием в день Рождества Христова приветствовал Патриарха Сергия и выразил надежду на скорейшую победу союзных армий.
В январе 1945 году присутствовал на поместном соборе Русской православной церкви. Он подписал с другими представителями «обращение к народам мира». С другими Патриархами и предостоятелями Патриарх Христофор принял участие в интронизации Патриарха Алексия I. На торжественном обеде Патриарх Христофор сказал речь, в которой отметил, что Русская Православная Церковь является «прекрасной дочерью Апостольских Церквей Востока» и, как таковая, всегда и всеми силами помогала четырем Патриархиям и родственно заботилась о них и о Святых Местах Востока. Русская Церковь, указал Патриарх, оказывала внимание и помощь во всех временных затруднениях и нуждах Восточных Церквей.
Вернувшись в Египет, Патриарх Христофор известил Патриарха Алексия I о том, что весь греческий православный мир выражает нетерпение встретить у себя Патриарха Московского. В ожидании приезда Патриарх Христофор устроил ряд собраний, на которых он сообщил и убедил своих пасомых в том, что «Православная Церковь в настоящее время в России пользуется в полной мере любовью и уважением руководителей страны». То же самое было заявлено Патриархом в интервью каирской франкоязычной газете «Египетский Голос».
В 1945 году Патриарх Московский Алексий I посетил братские Восточные Церкви, в том числе, 6 по 15-е июня он пробыл в Египте. В Каире он встретился с Патриархом Христофором.
Камнем преткновения в отношениях Московского и Александрийского Патриархатов являлись на тот момент русскоязычные православные приходы в северо-восточной Африке, появившиеся в начале 1920-х годов и бывшие в подчинении заграничных русских иерархов. С конца 1920-х годов Александрийская Православная Церковь безуспешно пыталась переподчинить эти приходы себе.
На Поместном соборе в январе 1945 года было постановлено в присутствии Патриарха Христофора, «поминать имя патриарха Алексия во всех заграничных русский церквях». Тем не менее, не все эмигранты починились этому решению. Русская паства в Северной Африке оставалась расколотой на три юрисдикции: Московского Патриархата, Русской Зарубежной Церкви и Западноевропейского Экзархата Константинопольского Патриархата. В этих условиях Патриарх Христофор II издаёт циркуляр за № 406 от 15 февраля 1946 года призывающий всю марокканскую русскую паству повиноваться лишь ему, патриарху Александрийскому и поминать одного его имя за богослужениями. Данные циркуляр приведён в исполнение не был.
В ноябре 1946 года встретился с делегацией Москвой Патриархии, возглавляемая Митрополитом Ленинградским Григорием (Чуковым). Цель поездки делегации заключалась в «деловых переговорах по текущим обще церковным вопросам и о православных русских общинах». Под давлением Русской Церкви, поддерживаемой в этом вопросе советской властью, греческие структуры в Африке, вынуждены были признать право русских на независимую религиозную жизнь в диаспоре. Кроме того в целях материальной поддержки было принято решение, о ежегодном субсидировании братьев православных в Египте со стороны Советского правительства.
Выступал с идеей проведения Вселенского Собора. 21 февраля 1949 года опубликовал в журнале «Пандиос» статью «Юридические комментарии», в которой решительно отвергал исключительное право Константинопольской Патриархии на созыв Всеправославных совещаний и высказывал недовольство деятельностью Константинопольских Патриархов за последнее время, в частности, их вмешательством в политические дела, что привело к ухудшению отношения турецкого правительства к Православной Церкви. Выступая 31 декабря 1950 года с новогодним посланием, он высказался за скорейший созыв Собора на его канонической территории — в Каире или на Синайской горе. В июне 1952 году Патриарх Христофор направил приглашения главам Поместных Православных Церквей, однако почти все из них, в том числе Московский Патриарх, фактически ответили отказом.
В 1950 году Архиерейский Синод РПЦЗ прислал к оставшимся в его подчинении приходам в Северной Африке епископа Пантелеимона (Рудыка) с цель организовать здесь епархию, что вызвало решительный протест со стороны Патриарха Христофора II, воспринявшего такой шаг как посягательство на свою каноническую территорию. Он запретил своему духовенству сослужить с представителями Русской Зарубежной Церкви; запрет был снят лишь после отъезда епископа Пантелеимона из Африки.
В 1955 году Патриарх Московский Алексей разослал приглашения всем Предстоятелям Поместных Православных Церквей прибыть на торжества преподобного Сергия Радонежского, но из всех предстоятелей откликнулся лишь Патриарх Христофор II.
В Советском Союзе Патриарх, как всегда, был торжественно встречен, и Советское Правительство пригласило его в Ялту для прохождения курса лечения под наблюдением русских врачей. Вернувшись из СССР, Патриарх открыто говорил о помощи, оказанной ему Русской Церковью.
Столь однозначная ориентация Патриарха Христофора II на Москву вызывала неудовольствие как Запада, так и Константинополя. Учитывая крайне напряжённые отношения между Патриархом Христофором II и его Синодом, они добились от последнего нужного решения: 11-го июля Синод Александрийской Церкви вынес постановление, разосланное всем предостоятелям православных Церквей 17-го Июля, в котором заявлялось: «поездка Патриарха является частным делом Патриарха и Его Блаженство ни в какой мере не представляет Александрийскую Церковь <…> Эта поездка достойна осуждения и члены Синода находятся в неприятной для них обязанности открыто поездку осудить. <…> все решения и действия Патриарха, совершённые во время его пребывания вне пределов его юрисдикции, неканоничны, заранее осуждаются и будут рассмотрены недействительными и не бывшими».
Иерарх Константинопольского Патриархата Архиепископ Северной и Южной Америки Михаил (Константинидис) в своём письме выражал возмущение по поводу поездки Патриарха Христофора: «… можно ли говорить о прощении и забвении по отношению тех, у которых тысячи жертв на совести и которые даже не просят прощения и не выражают никакого сожаления… Принял ли бы Епископ Александрийский или Антиохийский приглашение Нерона или Диоклетиана прибыть на отдых и врачебное исследование…»
Несмотря на протесты, в мае 1958-го Патриарх Христофор вновь посетил пределы Русской Церкви по случаю празднования 40-летия восстановления Патриаршества в РПЦ. В Москве Патриарх выразил благодарность Патриарху Алексию I за все, что Московская Церковь сделала и делает для Восточных Церквей.
В ноябре 1960 года Московский Патриарх Алексий I вторично прибыл в Египет. На торжественных богослужениях в кафедральном Соборе Святого Саввы Освященного присутствовали представители Коптской, Армянской, Католической и Реформатской церквей, а также иудеи. Присутствовали также консулы США, греческий, бельгийский и другие. В речах и в конечном коммюнике говорилось о необходимости для Православной Церкви восстать за мир и противостоять проискам колониалистов.
Впрочем, отношение Патриарха Христофора II к экуменическому движению было отрицательным, как и к многочисленным протестантским проповедникам, которых он резко осуждал за прозелитизм.